# جوديا بيارل
جوديا بيارل (بالإنجليزية: Judea Pearl)‏ ولد في 1936 عالم حاسوب وفيلسوف إسرائيلي، اشتهر في مجال علم الحاسوب بمساهماته في ذكاء اصطناعي وشبكة بايزية، فاز بجائزة تورنغ في عام 2011.

## وصلات خارجية
- Judea Pearl في شجرة علماء الرياضيات